# Septoria cytisi
Septoria cytisi è una specie di fungo ascomicete della famiglia delle Mycosphaerellaceae. Parassita, causa la septoriosi delle piante.